# رواية ورش عن نافع
رواية ورش عن نافع هي إحدى الروايات المتواترة التي يُقرأ بها القرآن الكريم، تنسب إلى أبي سعيد عثمان بن سعيد بن عبد الله بن عمرو بن سليمان والملقب بورش.

## نبذة عن صاحب الرواية
ورش هو عثمان بن سعيد (110 هـ–197 هـ) لقبه نافع بلقب ورش. كان مقرئاً في مصر، ثم رحل إلى المدينة المنورة ليقرأ على نافع، فقرأ عليه ختمات في شهر سنة 155 هـ، فرجع إلى مصر وانتهت إليه رئاسة الإقراء في مصر، فلم ينازعه فيها منازع، مع براعته في اللغة العربية ومعرفته في التجويد، وكان حسن الصوت، قال يونس بن عبد الأعلى: «كان ورش جيد القراءة حسن الصوت، إذا قرأ يهمز ويمد ويشدد ويبين الإعراب، لا يمل سامعه».

## الاختلاف عن نافع
ذلك أنه كان قد قرأ على شيوخ له في مصر قبل أن يرحل إلى نافع. فلما رحل إلى نافع في المدينة المنورة، قرأ عليه أربع ختمات بأوجه عديدة كان قد تحملها عن شيوخه، فوافق ذلك بعض الأوجه التي كان نافع تحملها عن شيوخه السبعين، فأقره على قراءته. فقالون قد طابقت قراءته اختيار شيخه نافع. أما ورش –وإن كانت قراءته عن نافع عن مشايخه المدنيين– فقد خالفت اختيار نافع، لكن كون نافع أقره على ما وافق بعض مشايخه المدنيين وصح عنده، وكان هذا قد صح كذلك عند ورش عن مشايخه المقيمين في مصر، فيستحيل تواطؤ هؤلاء على الخطأ، ثم وجدنا ورشاً قد صار شيخ قراء مصر بلا منازع في زمانه، فهذا يدل على إقرارهم بإتقانه. هذا مع معرفتهم بقراءة أهل المدينة نتيجة مرورهم بها أثناء الحج، فضلاً عن معرفتهم بقراءة مشايخهم المقيمين في مصر. فلا شك بعد ذلك بتواتر قراءة ورش.

## الفرق بين رواتي قالون وورش
الفرق بين رواتي ورش وقالون يتعدد بتعدد طرق الروايتين، فالفرق بين الطريقين المشهورين - طريق الأزرق عن ورش وطريق أبي نشيط المروزي عن قالون - يختلف عن الفرق بين كل طرق ورش وقالون.

### الفرق في الأصول
أغلب الفروق بين ورش وقالون في الأصول، فإنما يشتركان في حرف نافع، أي في اختياره في الفرش، ويختلفان في تفاصيل بعض الأصول.

#### فروق كل طرق ورش
- نقل حركة الهمزة من خصائص ورش من جميع طرقه مثل (الأرض) بخلاف قالون والرواة الآخرين عن نافع، فإنهم يروون عن نافع عدم النقل، أي النطق بهمزة قطع (الأرض).
- إبدال الهمز الساكن في مثل (يومنون) التي يقرأها رواة نافع الآخرون (يؤمنون) بتحقيق الهمزة، ويزيد طريق الإصبهاني على طريق الأزرق بعض الكلمات التي يبدل فيها الهمزة الساكنة حرفَ مدّ.

#### فروق بعض طرق ورش
- الإمالة والتقليل (الإمالة الصغرى): يتفق أغلب رواة ورش على التقليل (الإمالة الصغرى) في كثير من الكلمات، وينفرد طريق الإصبهاني عن ورش بعدم الإمالة إلا في كلمة (التورية) في بعض طرقه، ثم إن بعض طرق قالون تتفق مع أغلب طرق ورش في الإمالة مثل طريق القاضي وطريق أبي عون عن الحلواني عن قالون إلا في كلمة (الكافرين) فإن ورشا من طريقي الأزرق والعتقي ينفرد بإمالتها.
- ترقيق الراء المفتوحة والمضمومة المسبوقة بكسر أو ياء لأغلب طرق ورش إلا الإصبهاني، وقالون من جميع طرقه بتفخيم الراء.
- تفخيم اللام المفتوحة بعد الصاد والطاء والظاء للأزرق وحده، وتغليظ اللام بعد الصاد فقط من طريق العتقي وعدم تغليظها مطلقا للإصبهاني وجميع طرق قالون.
- التقاء الهمزتين من نفس الحركة: لورش تسهيل الهمزة الثانية أو إبدالها مدا مشبعا (من طريق الأزرق فقط) ولقالون التسهيل مع إدال ألف بين الهمزتين، وفي المكسورتين لورش من طريق الأزرق ثلاثة أوجه: الإبدال مع المد، التسهيل والإبدال ياء خفيفة الكسر، وتسهل لقالون في الهمزتين المكسورتين الهمزة الأولى إلا من طريق الحلواني فله تسهيل الأولى والثانية، ولورش تسهيل الثانية بالإضافة لأوجه الأزرق المذكورة.
- (أرأيت) للأزرق بإبدال الهمزة ألفا ممدودة، ولباقي طرق ورش وجميع طرق قالون التسهيل فقط،
- (هأنتم) للأزرق بإبدال الهمزة مدا أو تسهيلها وللعتقي التسهيل فقط وللإصبهاني تحقيق الهمزتين، ولقالون تسهيل الثانية مع إدخال ألف.

### فروق الفرش
فروق الفرش بين الروايتين قليل، ولكنه وارد في الكلمات التالية:
- (وليومنوا بي لعلهم) فتح الياء لطرق ورش وإسكانها لطرق قالون،
- (قربة) بضم الراء لطرق ورش وإسكانها لطرق قالون،
- (نسلكه) في سورة الجن بالنون لطرق قالون وطرق ورش عدا الإصبهاني، فإنه يقرأ (يسلكه) بالياء،
- باب (وهو) بضم الهاء (وَهُوَ) لورش وإسكانها لقالون (وَهْوَ) مع الخلاف في (ثُمَّ هُوَ) و (يُمِلَّ هُوَ) لقالون، فله الضم والإسكان حسب الطريق.
- (بيوت) لورش بضم الباء (بُيُوت) ولقالون بكسر الباء (بِيُوت)،
- (نعما) لورش بكسر العين، (لا تعدّوا) لورش بفتح العين، (يخّصمون) لورش بكسر الخاء، ولقالون وجهان حسب الطريق: السكون المحض أو اختلاس الحركة في الكلمات الثلاث.
- (لأهب لك) في سورة مريم: لورش تقرأ الهمزة ياء (لِيَهب) ولقالون القراءة بالهمزة (لِأَهب) وبالياء حسب الطريق.
- قرأ ورش (ثم ليقطع) (وليقضوا) (وليتمتعوا) اللام بالكسر وقالون بالإسكان،
- (اللائي) يقرأها ورش بالتسهيل إلا الإصبهاني فهو وافق قالون في القراءة بالهمز.
- (أو ءاباؤونا) قرأ ورش الواو بالفتح وقالون بالإسكان.

## الفرق بين رواية حفص ورواية ورش
تختلف رواية حفص عن عاصم عن رواية ورش في نطق الكلمات القرآنية أو في التجويد أو زيادة الأحرف ونقصها، فنجد على سبيل المثال ورش من طريق الأزرق يغلظ كل لام مفتوحة قبلها (ص أو ط أو ظ) مفتوحة أو ساكنة، ويرقق من طريق الأزرق والعتقي الراءات التي قبلها ياء أو كسرة أو قبلها حرف ساكن قبله كسرة ويمد المتصل والمنفصل من طريقي الأزرق والعتقي 6 حركات ولديه من طريق الأزرق التوسط والإشباع في مد اللين المهموز والأوجه الثلاثة في مد البدل من طريق الأزرق، ويسهل الهمزة الواقعة فاء في وزن التفعيلة ويقلل ذوات الياء ولديه الإمالة في هاء (طه) وأمور أخرى اختلف فيها عن الإمام حفص.

## أنظر أيضًا
- رواية حفص عن عاصم.
- رواية شعبة عن عاصم.
- رواية قالون عن نافع.
- رواية قنبل عن ابن كثير.
- رواية البزي عن ابن كثير.
- رواية الدوري عن أبي عمرو.
- رواية السوسي عن أبي عمرو.
- رواية هشام عن أبن عامر.
- رواية ابن ذكوان عن أبن عامر.
- رواية خلف عن حمزة.
- رواية خلاد عن حمزة.
- رواية الدوري عن الكسائي.
- رواية أبي الحارث عن الكسائي.
- رواية ابن وردان عن ابي جعفر.
- رواية ابن جماز عن ابي جعفر.
- رواية رويس عن يعقوب.
- رواية روح عن يعقوب.
- رواية اسحاق عن خلف.
- رواية ادريس عن خلف.

القراء السبعة هم:
- عبد الله بن كثير الداري المكي
- عبد الله بن عامر اليحصبي الشامي
- عاصم بن أبي النَّجود الأسدي الكوفي
- أبو عمرو بن العلاء البصري
- حمزة بن حبيب الزيات الكوفي
- نافع بن عبد الرحمن بن أبي نعيم المدني
- أبو الحسن علي بن حمزة الكسائي النحوي الكوفي

تمام القراء العشرة:
- خلف بن هشام
- يعقوب الحضرمي
- أبو جعفر المدني